# トーマス永井
トーマス永井（とーます ながい、1886年 - 1966年）は洋画家。魔術的リアリズムの担い手として独自の作風を確立。しかし太平洋戦争の混乱によりその業績は長らく埋もれたままになっていた。忘れられた洋画家として近年評価が急速に高まってきている。本名は永井富三（ながい とみぞう）

## 経歴
- 1886年 - 群馬県吾妻郡名久田村（現中之条町）に生まれる
- 1904年 - 群馬県立農学校（現群馬県立吾妻中央高等学校）を卒業
- 1906年 - 19歳で渡米
- 1924年 - アートスチユーデンツ・リーグで学び、トーマス・ハート・ペントンに師事
- 1929年 - 代表件「ピクニック」をアンダーソン・ギャラリーズへ出品
- 1934年 - インターナショナル・ウォーターカラー・ショーに出品
- 1966年 - フロリダで死亡
- 1996年 - 生誕百十年を記念して「トーマス永井の不思議世界」が東京・第一生命南ギャラリーで開催された